# Національна бібліотека Еквадору
Національна бібліотека Еквадору імені Еухеніо Еспехо — головна наукова бібліотека Республіки Еквадор, відповідає за збирання, охорону, збереження та розповсюдження друкованої культурної спадщини, що створюється в Еквадорі.

## Історія
Бібліотека бере свій початок від єзуїтської книгозбірні Коледжу Максимо де Сан-Ігнасіо де Лойола, Кіто. Після вигнання єзуїтів 25 травня 1792 року на основі її колекції було створено публічну бібліотеку, якою керував письменник та юрист Еухеніо Еспехо. Зі здобуттям країною незалежності вона стала вважатися національною бібліотекою (з 1838 року). 1859 року вона перейшла під управління Центрального університету республіки. У тому ж році стався землетрус, який завдав значної шкоди фонду. 1862 року бібліотеку знову почали контролювати єзуїти, вони провели реорганізацію установи, підготували каталог, розширили перелік послуг та відремонтували будівлю. Єзуїти продовжували керувати бібліотекою до 1876 року. 9 серпня 1944 року вона була підпорядкована Будинку культури Еквадору. У 1983 році бібліотека переїхала до свого нинішнього будинку .
Бібліотека входить до Асоціації іберо-американських держав щодо розвитку національних бібліотек Іберо-Америки (ABINIA).